# Gori, gori, moja zvezda
Gori, gori, moja zvezda (Гори, гори, моя звезда) è un film del 1969 diretto da Aleksandr Naumovič Mitta.